# カラクリだらけのテンダネス/すっぴんKISS
『カラクリだらけのテンダネス/すっぴんKISS』（カラクリだらけのテンダネス/すっぴんキス）は、Sexy Zoneの16作目のシングル。2018年12月5日にポニーキャニオンから発売された。

## 概要
本作のキャッチコピーは「カラクリ無しのすっぴん勝負」。初回限定カラクリ盤、すっぴん盤、通常盤の3種類での発売となり、それぞれ異なるカップリング曲が収録される。
なお、2018年11月28日にメンバーの松島聡が突発性パニック障害の療養のため芸能活動を当面休止することを発表したが、本作は5人体制となる。

## 収録曲

### CD

#### 通常盤
1. カラクリだらけのテンダネス [3:47]
作詞：EMI K.Lynn、作曲：原一博、編曲：船山基紀
  - 中島健人主演 日本テレビ系ドラマ『ドロ刑 -警視庁捜査三課-』主題歌
2. すっぴんKISS [4:52]
作詞：岡嶋かな多・イワツボコーダイ、作曲：Simon Janlov・イワツボコーダイ、編曲：CHOKKAKU
  - Sexy Zone出演 コーセーコスメポート「ソフティモ」CMソング
3. Believe my dream [4:23]
作詞：佐藤舞花、作曲：MiNE/坂室賢一、編曲：石塚知生
4. 冬が来たよ [5:00]
作詞：Ms.Mimosa、作曲：前迫潤哉/ツカダタカシゲ、編曲：立山秋航
5. カラクリだらけのテンダネス -Inst.-
6. すっぴんKISS -Inst.-
7. Believe my dream -Inst.-
8. 冬が来たよ -Inst.-

#### 初回限定カラクリ盤
1. カラクリだらけのテンダネス
2. すっぴんKISS
3. Spark Light [4:16]
作詞：Komei Kobayashi、作曲：Fredrik“Figge”Bostrom/Pontus Soderqvist、編曲：Pontus Soderqvist
4. Spark Light -inst.-

#### 初回限定すっぴん盤
1. すっぴんKISS
2. カラクリだらけのテンダネス
3. ワガママLADY [4:12]
作詞・作曲：ムツムロアキラ、編曲：生田真心
4. ワガママLADY -inst.-

### DVD

#### 初回限定カラクリ盤
1. 「カラクリだらけのテンダネス」Music Clip
2. Making of「カラクリだらけのテンダネス」Music Clip
3. カラクリだらけのSexyマジックSHOW! 〜君はこのSexyを見破れるか?〜

#### 初回限定すっぴん盤
1. 「すっぴんKISS」Music Clip
2. Making of「すっぴんKISS」Music Clip
3. Sexy ZoneのすっぴんHONSHIN分かってる?! 〜メンバーの素顔に迫れ!!〜